# The House of Marney
The House of Marney é um filme mudo britânico de 1926, do gênero policial, dirigido por Cecil Hepworth e estrelado por Alma Taylor, John Longden e James Carew. Foi baseado no romance de John Goodwin.

## Elenco

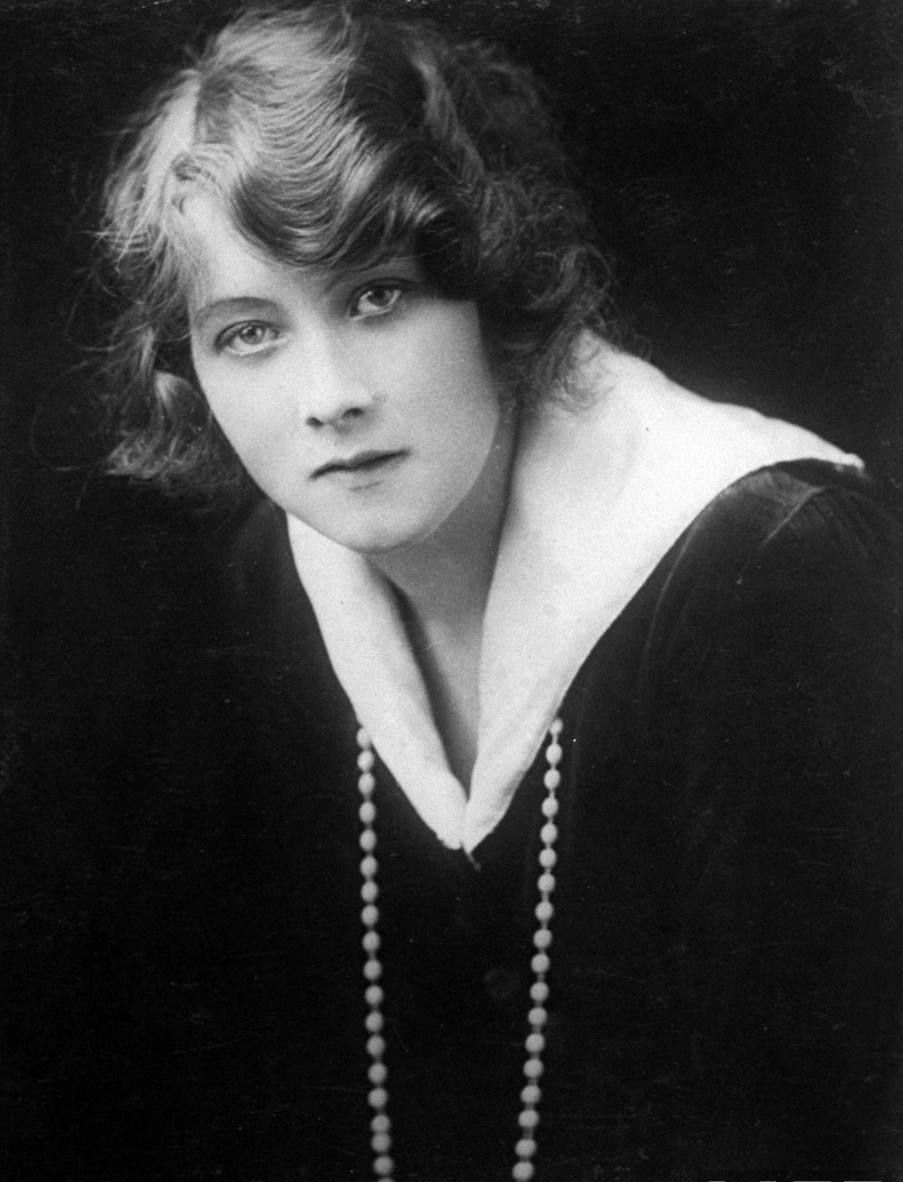
Alma Taylor

- Alma Taylor - Beatrice Maxon
- John Longden - Richard
- James Carew - Piers Marney
- Patrick Susands - Stephen Marney
- Gibb McLaughlin - Ezra
- Cameron Carr - Madd Matt
- Stephen Ewart - Gerald Maxon
- John MacAndrews - Puggy